# راسيل كريستوفر (مغني أوبرا)
راسيل كريستوفر (بالإنجليزية: Russell Christopher)‏ هو مغني أوبرا أمريكي، ولد في 12 مارس 1930 في غراند رابيدز في الولايات المتحدة، وتوفي في 9 نوفمبر 2014.

## روابط خارجية
- راسيل كريستوفر على موقع IMDb (الإنجليزية)
- راسيل كريستوفر على موقع ميوزك برينز (الإنجليزية)
- راسيل كريستوفر على موقع ديسكوغز (الإنجليزية)